# Antoine Busnoys
Antoine Busnoys, también conocido como Antoine Busnois o Anthoine de Busnes, (Béthune, c. 1430 – Brujas, 6 de noviembre de 1492) fue un compositor francés y poeta de la Escuela borgoñona a principios del Renacimiento. Aunque también se señaló como un compositor de música sacra, como motetes, fue uno de los más renombrados compositores seculares del siglo XV. Fue la figura principal de la escuela borgoñona tardía después de la muerte de Guillaume Dufay.

## Vida
Aunque los detalles de sus primeros años son en gran medida fruto de la especulación, es probable que procediera de los alrededores de Béthune en el Pas-de-Calais, posiblemente la aldea de Busnes, a la que parece referirse su nombre. Es posible que estuviera emparentado con la familia aristocrática de Busnes; en particular, un Philippe de Busnes, canónigo de Notre-Dame en Lens, podría haber sido un pariente. Está claro que recibió una excelente educación musical, probablemente en una escuela coral de la iglesia en algún lugar del norte o del centro de Francia.
Un origen aristocrático puede explicar su temprana relación con la corte real francesa: ya en la década de 1450 aparecen referencias a él, y en 1461 era capellán en Tours. Que no era del todo un hombre de paz lo indica una petición de absolución que presentó en Tours, fechada el 28 de febrero de 1461, en la que admitió haber formado parte de un grupo que golpeó a un sacerdote "hasta el punto de derramar sangre", no una sino cinco veces. Mientras estaba en estado de anatema fue lo suficientemente temerario como para celebrar la misa a pesar de no ser un sacerdote ordenado, acto que le valió la excomulgado hasta que el Papa Pío II lo perdonó.
Se trasladó de la catedral a la colegiata de San Martín, también en Tours, donde se convirtió en subdiácono en 1465. Johannes Ockeghem era el tesorero de esa institución, y los dos compositores parecen haberse conocido bien. Más tarde, en 1465, Busnois se trasladó a Poitiers, donde no sólo se convirtió en maestro de la escolanía, sino que consiguió atraer a una avalancha de cantantes de talento de toda la región; en esta época su reputación como profesor de canto, erudito y compositor parece haberse extendido ampliamente. Sin embargo, en 1466 se marchó tan repentinamente como llegó, sin motivo conocido, y el antiguo maestro recuperó su antiguo puesto. Se trasladó entonces a Borgoña.
Busnois estaba en la corte borgoñona en 1467. Sus primeras composiciones aparecieron inmediatamente antes de la ascensión de Charles como duque, el 15 de junio, ya que uno de sus motetes - In hydraulis - contiene una dedicatoria a Carlos llamándolo conde. Al convertirse en duque de Borgoña, pronto se le conoció como Carlos el Temerario por su feroz y a veces temerario aventurerismo militar (que de hecho le llevó a la muerte en batalla diez años después). Pero Carlos no sólo amaba la guerra sino también la música, apreciando y recompensando a Busnois por las obras compuestas mientras estaba a su servicio. Busnois figura junto a Hayne van Ghizeghem y Adrien Basin como "chantre et valet de chambre" de Carlos en 1467.
Además de servir a Carlos como cantante y compositor, Busnois acompañó al duque en sus campañas militares, al igual que Hayne van Ghizeghem. Estuvo en el asedio de Neuss en Alemania en 1475, y sobrevivió (o escapó) a la desastrosa Batalla de Nancy en 1477, en la que Carlos fue asesinado y la expansión borgoñona terminó de inmediato y para siempre.
Busnois permaneció al servicio de la corte borgoñona hasta 1482, pero no se sabe nada exacto sobre sus andanzas desde entonces hasta el año de su muerte.  En el momento de su muerte, en 1492, estaba al servicio de la iglesia de San Salvador en Brujas.

## Obra
Su producción más importante es de canciones profanas: más de sesenta que se conservan en un manuscrito proveniente de la corte de Borgoña, posiblemente copiado por él mismo. Pero también fueron copiadas en otros cancioneros francos si en algunas de las antologías editadas por Petrucci. La mayoría tienen textos franceses, a menudo de sí mismo, son tres voces y utilizan estructuras fijas, sobre todo el rondó (una treintena).
En el apartado de música religiosa, se conservan misas, un credo, himnos, un magnificat y motete. Las misas utilizan la técnica del cantus firmus, una de ellas se basa en la célebre fanfarria L'homme armé.

### Misas

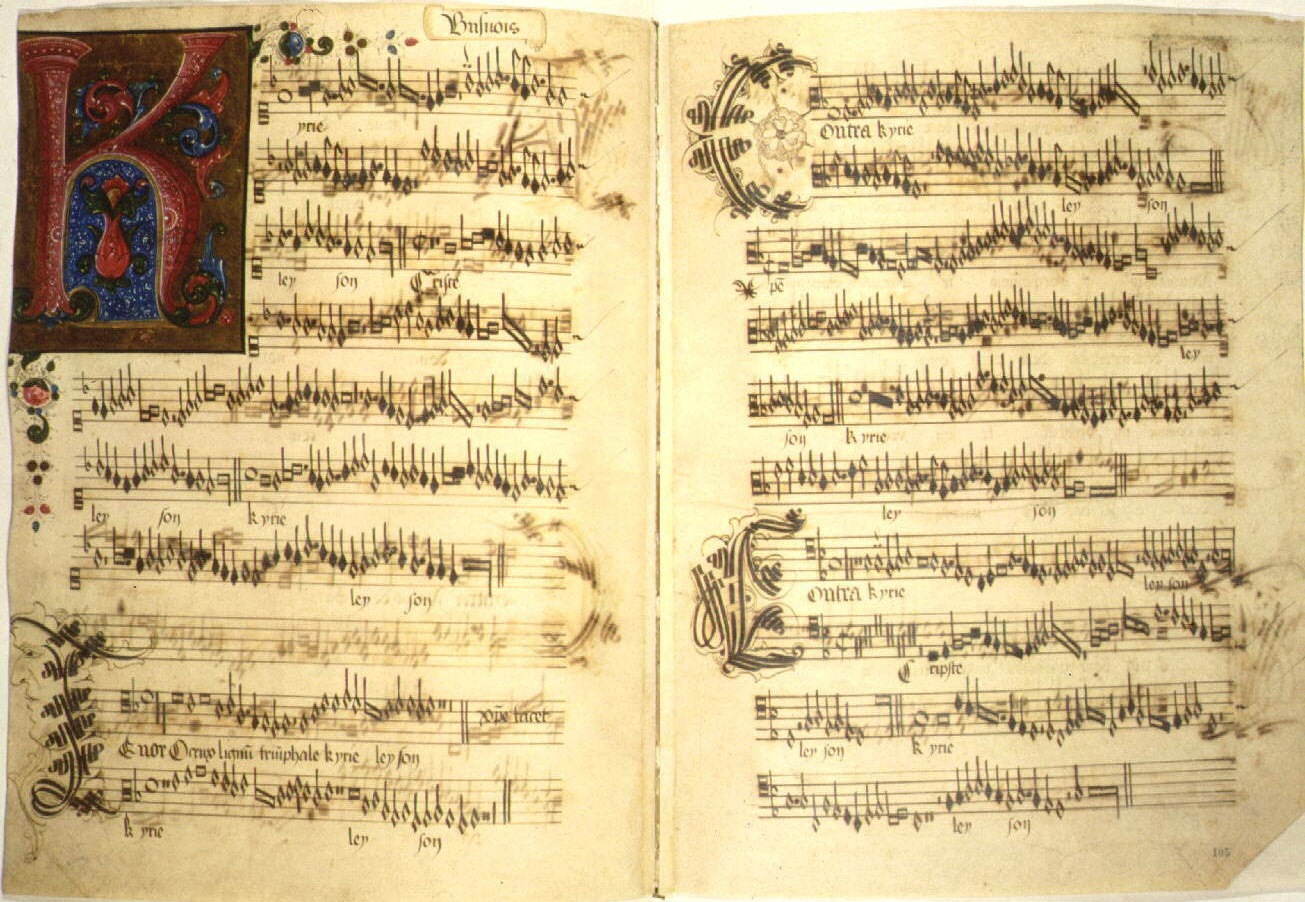
Manuscrito de la Misa O Crux Lignum de Busnois, probablemente de mediados del

1. Missa L'homme armé
2. Misa O Crux Lignum
3. Patrem Vilayge

### Misas posiblemente atribuibles a Busnois
1. Misa L'Ardent desir
2. Misa L'homme armé (I)
3. Misa L'homme armé (II)
4. Misa L'homme armé (III)
5. Misa L'homme armé (IV)
6. Misa L'homme armé (V)
7. Misa L'homme armé (VI) (la atribución de estas seis misas conservadas en Nápoles se basa en similitudes estilísticas)
8. Misa sine nomine
9. Misa quant ce vendra

### Motetes y magnificats
1. Ad coenam agni providi
2. Alleluia, verbum caro factum est
3. Anima mea liquefacta est / Stirps Jesse
4. Anthoni usque limina
5. Asperger me (perdido)
6. Conditor alme siderum
7. Gaude coelestis domina
8. In hydraulis
9. Lamentación por la muerte de Guillaume Dufay, (probablemente escrita en 1474, perdida)
10. Magnificat sexti toni
11. Noel, noel
12. Regina caeli (I)
13. Regina caeli (II)
14. Victimae paschali laudes

### Motetes y magnificats posiblemente atribuibles a Busnois
1. Incomprehensibilia / Preter rerum ordinem
2. Magnificat octavi toni
3. Magnificat secunde toni

### Música profana
1. Acordes moy
2. Advegne que advenir pourra
3. Amours nous traicté / Je m'en vois
4. A qui vens tu tes coquilles
5. Au gré de mes iculx
6. A une dame
7. Au povre par necessité
8. A vous, sans autre
9. Bel acueil
10. Bone chère
11. Ce n'est pas moy
12. C'est bien maleur
13. C'est vous en qui
14. Con tutta gentileça
15. Corps digne / Dieu que le mariage
16. Cy dit benedicite
17. En soustenant
18. En tous les lieux
19. En voyant sa dame
20. Esaint-il merci
21. Faictes de moy
22. Faulx mesdisans
23. Fortuna desperata
24. (O) Fortune, trop tú es dure
25. Ha que ville
26. In myne zynn
27. Ya que lui ne
28. J'ay mayns de bien
29. J'ay pris amours tout au rebours
30. Je m'esbaïs de vous
31. Je ne demande aultre degré
32. Je ne demande lialté
33. Je ne puis vivre ainsi
34. Joye me fuit
35. Laissez dangier
36. L'autrier la pieça / En l'ombre du buissonet / Trop suis jonette
37. L'autrier que passa
38. Le corps se va
39. Le monde a tel
40. Ma damoiselle
41. Maintes femmes
42. Ma plus qu'assez
43. Ma tres souveraine princesse
44. M'a su cueur
45. Mon mignault / Gracieuse, playsant
46. Mon seul et sangle souvenir
47. On a grant mal / On est bien malade
48. Pour entretenir mes amours
49. Pucellotte
50. Quant j'ay au cueur
51. Quant vous me ferez
52. Quelque povre homme
53. Quelque povre homme
54. Resjois toy terre de France / Rex pacificus
55. Seule a par moy
56. Soudainementmon cueur
57. Terrible dame
58. Une filleresse / S'il y a compagnion / Vostre amour
59. Ung grand povtre homme
60. Ung plus que tous
61. Vostre beauté / Vous marchez
62. Vostre gracieuse acointance

### Obras de atribución conflictiva
1. Amours, amours, amours
2. Amours fait moult / Il est de binne heure né / Tant que nostre argent dura
3. Cent mile escus
4. Et qui la dira
5. J'ay bien choisi
6. Il sera pour vous canbatu / L'homme armé
7. Je ne fay plus
8. Je suis venu
9. Le serviteur
10. Quant ce vendra
11. Sans avoir (S'amours vous fiu' or 'Malagrota')
12. Se brief puis

## Discografía
- 2004 – Busnois, Missa "O crux lignum", Motets, Chansons. Orlando Consort (Harmonia Mundi HMA 195 7333)
- 2008 – Busnois, L'homme armé. Cantica Symphonia, Giuseppe Maletto (Glossa GCD P31906)